# Pomasia parerga
Pomasia parerga är en fjärilsart som beskrevs av Louis Beethoven Prout 1941. Pomasia parerga ingår i släktet Pomasia och familjen mätare. Inga underarter finns listade i Catalogue of Life.